# Kościół św. Władysława w Bodicach

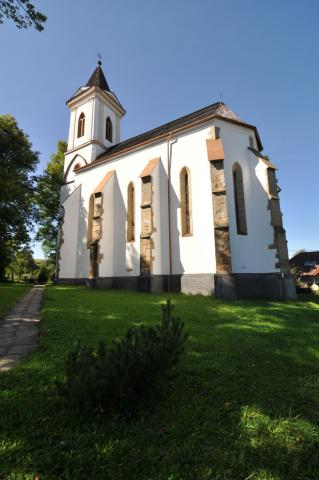
Kościół św. Władysława w Bodicach

Kościół św. Władysława w Bodicach (słow. kostol sv. Ladislava) – kościół obrządku rzymskokatolickiego w dzielnicy Liptowskiego Mikułasza zwanej Bodice, na Słowacji. Jest kościołem filialnym kościoła parafialnego w innej dzielnicy Liptowskiego Mikułasza – Palúdzce i stale służy wiernym.
Murowany z kamienia, orientowany, jednonawowy. Zbudowany w stylu gotyckim, najprawdopodobniej w latach 1360-1380. Nawa dwuprzęsłowa, o sklepieniu krzyżowo-żebrowym, przechodzi w tak samo wysokie i szerokie, jednoprzęsłowe prezbiterium, zamknięte trójbocznie. Na zwornikach sklepienia nawy widoczne płaskorzeźby przedstawiające płonącą strzałę. Jak przypuszczają na tej podstawie niektórzy badacze, fundatorem kościoła mógł być ok. pół wieku wcześniej, niż to podano wyżej, potężny możnowładca górnowęgierski pierwszej połowy XIV w., żupan zwoleński, „magister” Doncz.
Zwraca uwagę brak łuku tęczowego, charakterystyczny raczej dla gotyckich świątyń klasztornych. Nawa wraz z prezbiterium nakryte wspólnym dachem dwuspadowym. Kościół jest opięty z zewnątrz wydatnymi przyporami. Okna wysokie i bardzo wąskie, charakterystyczne dla budowli ze znacznie wcześniejszych faz rozwojowych architektury gotyckiej. Wieża od zachodu, kwadratowa. Od północy dobudowana zakrystia.
W XVIII w. wybudowano w nawie chór. Większe przebudowy miały miejsce w XIX w. W 1854 r. dobudowano wieżę, która została przekształcona w roku 1890 w stylu neogotyckim. W tym samym roku wymianie uległa większość wyposażenia świątyni. Zachowało się gotyckie pastoforium.
Kościół stylowo nawiązuje do czołowej budowli sakralnej tego okresu na Liptowie – kościoła św. Mikołaja w Liptowskim Mikułaszu. Usytuowany na wzniesieniu w centrum wsi, w otoczeniu starych drzew, stanowi jeden z najcenniejszych obiektów gotyckiej architektury sakralnej Liptowa.